# Droit naturel
Le droit naturel (en latin : ius naturale) est l'ensemble de normes théoriques prenant en considération la nature de l'Homme et sa finalité dans le monde. Le droit naturel a fait l'objet de réflexions philosophiques importantes à partir du XVIe siècle.

## Concept

### Définition
Le droit naturel est un concept majeur de la philosophie occidentale. Il désigne des normes supposées relatives à la nature de l'Homme et de son rôle dans le monde, sa finalité. Ce droit naturel confère des droits à l'Homme en tant qu'il est Homme, c'est-à-dire une créature distinguée du reste du vivant. De fait, le droit naturel s'oppose au droit positif, car le droit naturel n'a pas besoin d'être inscrit dans le droit écrit pour être en vigueur. Le droit naturel s'oppose au positivisme juridique.
En outre, le droit naturel se distingue des droits naturels : ces derniers se réfèrent à des droits subjectifs, tels que les droits de l'homme. On parle de droits naturels pour ceux-ci parce qu'on présume que ces droits seraient issus de la nature humaine, et qu'ils seraient donc inhérents à chacun, indépendamment de sa position sociale, de son ethnie, de sa nationalité, ou de toute autre considération.
Au sens large, le droit naturel désigne toute recherche objective de normes de droit en fonction des seules caractéristiques propres à l'être humain, indépendamment des conceptions du droit déjà en vigueur dans les sociétés humaines. Juridiquement, le droit naturel est une « règle considérée comme conforme à la nature (de l'homme ou des choses) et à ce titre reconnue comme de droit idéal ».
Le droit naturel étant supposé exister partout même s'il n'est pas effectivement appliqué et sanctionné, il n'est donc pas nécessairement un droit opposable ; étant fondé sur la nature humaine et non sur la réalité sociale dans laquelle vit chaque individu, le droit naturel est réputé universellement valable même dans les lieux et aux époques où il n'existe aucun moyen concret de le faire respecter.
L'expression « droit naturel » est susceptible d'acceptions légèrement différentes :
- recherche du juste par une analyse rationnelle et concrète des réalités sociales dans leur contexte mondial, orientée par la considération de la finalité de l'homme dans l'Univers ;
- principes immuables, découverts par la raison, permettant d'éprouver la valeur des règles de conduite admises par le droit objectif, qui dérivent du comportement « naturel » (instinctif) des êtres.

Les premières formulations du concept de droit naturel viennent de l'école de Salamanque, et ont ensuite été reprises et reformulées par les théoriciens du contrat social (Hobbes, Locke, Rousseau) à partir de la notion nouvelle pour l'époque d'état de nature. Le droit naturel pour les modernes s’apparente à la puissance de l'individu et complète la définition négative de la liberté, à savoir l'absence de contrainte.
Les théoriciens et les défenseurs de la notion de droit naturel sont appelés « jusnaturalistes », et la doctrine correspondante « jusnaturalisme ».

### Courants principaux
Leo Strauss établit une chronologie de l'histoire du droit naturel en deux temps, celui d’un droit naturel classique et celui d’un droit naturel moderne.
Dans le droit naturel classique, il distingue trois courants :
- le premier courant englobe Socrate, Platon et les Stoïciens ;
- le deuxième courant est celui d’Aristote ;
- le troisième courant de droit naturel classique appartient à Thomas d’Aquin, parce qu’il introduit Aristote dans la théologie catholique du XIIIe siècle, et réunit ainsi raison humaine et foi, autorisant le perfectionnement moral et intellectuel, soit la fin naturelle de l’être humain.

Dans le droit naturel moderne, Leo Strauss voit deux figures importantes : Thomas Hobbes, qu'il voit comme l'un des fondateurs de cette théorie, et qu'il assimile au libéralisme classique, et John Locke. Le droit naturel classique est fondé sur la recherche de la vérité et consiste à dire ce qui est permis, ce qui est juste, dans différentes situations. Le droit naturel moderne est, au contraire, considéré comme déjà connu par la raison. Il est déjà acquis par nature. Ses conclusions se trouvent dans l'individualisme. Les conservateurs libéraux, partisans du droit naturel des anciens, accusent les libéraux classiques d'avoir favorisé l’apparition du positivisme juridique.

## Historique

### Chez Rothbard: La propriété de son corps comme fondement du droit naturel
Cette section ne s'appuie pas, ou pas assez, sur des sources secondaires ou tertiaires indépendantes du sujet. Le texte peut contenir des analyses inexactes ou inédites de sources primaires.
Pour l'améliorer, ajoutez-en, ou placez des modèles {{Source secondaire souhaitée}} ou {{Source secondaire nécessaire}} sur les passages mal sourcés. (août 2025)
Dans la pensée de Rothbard, le droit naturel repose en premier lieu sur l'idée que chaque individu est le seul propriétaire légitime de son propre corps. Cette position, parfois désignée par le terme de self-ownership, implique que personne d’autre ne peut revendiquer un droit supérieur sur le corps ou la volonté d’un individu. Selon cette perspective, la propriété de soi est considérée comme inaliénable, car elle constitue la condition préalable de toute action libre, de toute responsabilité morale, et de toute relation sociale volontaire.
Partant de ce postulat, Rothbard construit un raisonnement en plusieurs étapes :
- L’individu possède son corps, et donc le contrôle exclusif de son action.
- En agissant, il transforme le monde extérieur par son travail ; il devient alors propriétaire des ressources qu’il a appropriées en y mêlant son     énergie (principe lockéen).
- Dès lors, il peut échanger volontairement les fruits de son travail avec d’autres, par le biais de contrats mutuels, sans coercition extérieure.

Ce raisonnement mène à la reconnaissance de trois droits naturels fondamentaux :
- Le droit de propriété, sur soi-même et sur les biens acquis légitimement ;
- Le droit de défendre cette propriété, contre toute agression ;
- Le droit de contracter librement, c’est-à-dire d’échanger ou de céder ses biens de manière volontaire.

Ces trois droits sont étroitement liés au principe de non-agression, selon lequel aucune personne n’est en droit d’exercer une violence physique contre autrui ou ses biens sans son consentement. Ce principe constitue, dans la pensée libertarienne, le critère central de la légitimité des actes : une société est juste dans la mesure où les interactions y sont exemptes de coercition physique non consentie.

### Chez Hegel
Georg Wilhelm Friedrich Hegel traite du droit naturel dans la Raison dans l'histoire. Il reprend le concept d'état de nature, qu'il critique en tant qu'il ne s'agit que d'une fiction disposant d'une faible capacité heuristique. Il écrit que la nature est ce qui coïncide chez l'homme avec son droit naturel, « c'est-à-dire avec le droit qui convient à l'homme tel qu'il est selon son concept, selon le concept de l'Esprit ».
Parallèlement, Hegel a rédigé un article en 1801 au sein du Kritisches Journal der Philosophie, qu'il tenait conjointement avec Schelling, à propos des méthodes du Droit Naturel[style à revoir] ; où il s'oppose autant au positivisme juridique et au jusnaturalisme, préconisant un compromis entre ces deux courants, « C'est à partir de cette individualité du tout et du caractère particulier d'un peuple qu'il faut étudier le système d'ensemble dans lequel il s'organise la totalité absolue. Il faut étudier comment toutes les parties de la constitution et de la législation, toutes les règles des rapports éthiques sont entièrement déterminées par l'ensemble. Elles forment un édifice dont les structures élémentaires et le décor n'ont pas eu d'existence pour soi a priori, mais sont engendrées à partir du tout et lui sont soumis. ».
Voir aussi : Principes de la philosophie du droit, du même Hegel

### époque moderne - Contexte de l'émergence du droit naturel moderne
Le droit naturel est une émanation de la pensée européenne occidentale des Temps modernes. Son développement coïncide d'une part avec la remise en question (notamment à travers la Réforme et la philosophie humaniste) de la religion catholique en tant que fondement ultime de toute légitimité, et d'autre part avec un développement sans précédent des échanges internationaux accompagnés de conquêtes coloniales. Le droit naturel est ainsi la transposition laïcisée et rationalisée, en pleine période d'expansion économique, scientifique et impériale, d'un universalisme déjà inscrit dans la culture européenne mais dont la base ne pouvait plus reposer ni sur un fondement religieux ni sur une autorité morale commune.
Cependant, alors que pour Luther et Calvin, il n'y a de normes expresses dans la législation divine que de lois révélées dans l'écriture sainte, ce sont les auteurs de l'école de Salamanque qui vont donner une consistance propre au droit naturel rationnel, cet ensemble de lois naturelles divines promulguées dans la raison humaine. Manière nouvelle pour les théologiens espagnols de cette époque de trouver un fondement rationnel et universel pour des sociétés religieusement divisées.

### Chez Diderot et d'Alembert
Selon Denis Diderot, rédacteur de l'article « Droit naturel » de l'Encyclopédie ou Dictionnaire raisonné des sciences, des arts et des métiers, « L’usage de ce mot est si familier, qu’il n’y a presque personne qui ne soit convaincu au-dedans de soi-même que la chose lui est évidemment connue ». Il est pourtant très embarrassé pour en donner une définition précise. Il reconnaît un peu plus loin : « Le philosophe commence à sentir que de toutes les notions de la morale, celle du droit naturel est une des plus importantes et des plus difficiles à déterminer ». Il se borne ensuite à établir quelques principes à l’aide desquels on peut résoudre les difficultés les plus considérables qu’on a coutume de proposer contre la notion de droit naturel.

### Chez Pufendorf
Samuel von Pufendorf, très influencé par Grotius, s'est aussi penché sur la question. Dans son De jure naturae et gentium publié en 1672, Pufendorf défend une doctrine du droit naturel. Proclamant que les hommes bénéficient de leur sociabilité naturelle, Pufendorf défend l'idée selon laquelle chacun est porté, naturellement, à entretenir une « société paisible », et que c'est là que se trouve le fondement du droit naturel.
Les lois naturelles sont, selon Pufendorf, découvrables par l'utilisation de la raison et la contemplation de la nature de l'Homme. Il n'y a ainsi pas besoin d'une révélation extérieure d'ordre religieux. Il admet toutefois que « pour donner force de loi à ces principes de la raison il faut supposer l'existence d'une divinité qui, par sa Providence, gouverne toutes choses et principalement le genre humain »

### Chez Grotius
Le philosophe et juriste néerlandais Hugo Grotius (1583–1645) est souvent considéré comme l'un des fondateurs du droit naturel moderne. Il est le premier philosophe de l'époque moderne à avoir étudié cette question, en relation avec le droit international et le droit commercial, à une époque où le commerce maritime se développait considérablement.
Comme l'a bien montré Peter Haggenmacher, la modernité de Grotius s'inscrit à plein dans le prolongement des débats d'école du XIVe au XVIe siècle.
Grotius considère en effet qu'il existe une nature humaine mue par deux principes : la préservation de soi et le besoin de vivre paisiblement en société. La préservation de soi implique de pouvoir défendre sa vie, ses biens, sa famille. Pour vivre en société paisiblement, ces droits doivent être respectés, et la violence sociale réduite ou régulée.

### L'École de Salamanque
Au début des Temps modernes, les membres de l'École de Salamanque reformulèrent la notion de droit naturel, en lui donnant un sens moderne. Ainsi, selon Leonardus Lessius, le droit naturel découle de la nature rationnelle et de l'état naturel et inhérent des choses : il est en cela immuable, au contraire du droit positif qui découle de la volonté divine ou humaine. De même, selon Suarez, qui se réclame de Thomas d'Aquin mais renouvelle le vocabulaire juridique et la philosophie du droit même, il est nécessaire de distinguer le ius (le droit) et la lex. Le ius désigne d'une part la loi, d'autre part le droit subjectif, ce qui lui donne le double sens qu'il possède toujours aujourd'hui. Cette réflexion permet alors d'identifier le droit à l'ensemble des lois et de permettre à la morale ne plus seulement rechercher ce qui est juste (id quod justum), mais plus largement de pousser à obéir aux préceptes de la raison et du souverain.
Les juristes et théologiens revendiquèrent ainsi le pouvoir d'évaluer le droit positif au regard de sa conformité avec le droit naturel. Pour Domingo de Soto, la tâche des théologiens est ainsi d'évaluer les fondements moraux du droit civil. Critiquée par les penseurs protestants comme Frédéric Balduin (de) et Samuel von Pufendorf, cette approche sera d'ailleurs reprise bien plus tard par Léon XIII qui, dans son encyclique Sapientae christianae, demande aux membres du clergé d'analyser la législation au regard de normes supérieures.
Le droit naturel joua ainsi un grand rôle dans le développement du principe du consensualisme. D'abord reconnu devant les juridictions ecclésiastiques dès les glossateurs et postglossateurs, il fallut toutefois attendre le XVIe siècle pour que le droit civil reconnaisse l'opposabilité des engagements sur base du seul consentement. C'est ainsi que le juriste Pedro de Oñate put écrire :
« Unde lex naturalis, lex canonica et lex Hispaniae omnino consentiunt et innumerae difficultates, fraudes, lites, iurgia hac tanta legum consensione et claritate sublata sunt, et contrahentibus consultissime libertas restituta (...) »
— Pedro de Oñate, De Contractibus, t.1, tract.1, disp.2, sect.5, num.166, p.40

« Par conséquent, le droit naturel, le droit canon et le droit espagnol concordent entièrement et d'innombrables difficultés, fraudes, litiges et disputes ont été éliminés grâce à un tel consensus et à une telle clarté légale. La liberté a été sagement rendue aux parties contractantes (...) »
Outre le consentement, le droit naturel exige aussi le respect de la justice commutative dans les relations contractuelles : ainsi, les parties sont tenus d'appliquer la notion de juste prix lors de leurs échanges, sous peine de commettre un péché.
Divers droits fondamentaux furent aussi développés par les juristes et théologiens au nom du droit naturel : on citera, par exemple, les droits reconnus aux pauvres par Domingo de Soto, ou le droit pour la population de consentir à l'impôt ou à la dévaluation de la monnaie selon Juan de Mariana. 
Il revient donc aux théologiens catholiques de l'École de Salamanque d'avoir laïcisé et rationalisé le droit naturel, d'avoir changé ce droit en un ensemble de lois rationnelles, qui sera ensuite largement recueilli par Grotius. Comme l'écrit Michel Villey, avec Suarez, ce nouveau droit naturel "dispose d'un arsenal de préceptes de droit d'origine purement rationnelle, et formulables : les lois naturelles ont cessé d'être 'non écrites' ".

### Moyen-âge
Au Moyen Âge, le droit naturel est principalement pensé dans un cadre théologique, comme une participation de la raison humaine à la loi éternelle divine. Des penseurs comme Thomas d’Aquin formalisent cette conception en distinguant la loi naturelle de la loi humaine et de la loi divine révélée. Le droit naturel y est perçu comme immuable, accessible à tous par la raison, et fondé sur la nature humaine orientée vers le bien.
D’autres auteurs médiévaux, comme Gratien, Jean de Salisbury ou Isidore de Séville, développent des définitions complémentaires, tandis que l’École de Salamanque renouvelle au XVIe siècle cette tradition en accentuant la dimension rationnelle et universelle du droit naturel. Cette évolution prépare la transition vers les conceptions modernes du droit, plus laïcisées et centrées sur l’autonomie de la raison.

### Chez Thomas d'Aquin, dernier feu du droit naturel classique
Chez Thomas d'Aquin (122?–1274), droit et loi ne s'identifient pas.
Le droit est l'objet de la justice c'est-dire d'un acte de jugement vertueux de l'agent moral ajusté à la nature de la chose jugée. Le jus naturale consiste dans cet ajustement : Fit autem aliquid iustum dupliciter, uno modo, ex ipsa natura rei, quod dicitur ius naturale ; alio modo, ex quodam condicto inter homines, quod dicitur ius positivum (une chose - un "jugement" dans le contexte de ce passage- est juste d'une première manière d'après la nature de la chose, ce qu'on appelle le droit naturel ; d'une autre manière d'après une certaine convention humaine, ce qu'on appelle le droit positif ).
La loi, quant à elle, est aliqualis ratio juris (une sorte de raison du droit). Ainsi pour Thomas et son école, si la loi est impérative, elle n'est cependant qu'indicative du droit, lequel droit désigne la rectitude du jugement et de l'action, conforme au bien naturel de l'agent. La doctrine du droit naturel classique (au sens de Leo Strauss) est comprise dans le dynamisme de la recherche de la beatitudo : l'homme fait son bonheur en cherchant l'id quod justum (ce qui est juste).

### Antiquité
Bien que la philosophie antique se soit beaucoup préoccupée de la différence entre la « nature » (physis, φúσις) d'un côté et la « loi » ou « coutume » (nomos, νóμος) de l'autre, il n'y a pas, à proprement parler, d'appellation « droit naturel » en Grèce.

### Chez les stoïciens
Les stoïciens ont formulé une notion de loi naturelle universelle. Celle-ci est cependant davantage descriptive que prescriptive : elle décrit l'action des êtres humains en fonction d'un plan providentiel voulu par la Nature ou par Dieu tendant vers le bien et le juste.
On trouve toutefois des germes du concept de droit naturel dans certaines œuvres antiques. Il en est ainsi dans l'Antigone de Sophocle, pièce écrite au Ve siècle av. J.-C. en Grèce, offre une première ébauche de ce que pourrait être le droit naturel. Par un édit, le roi Créon interdit de célébrer les rites funéraires de Polynice. Antigone, sœur de Polynice et nièce de Créon, transgresse l'interdiction en vertu de « lois non écrites » en vigueur « depuis l'origine » :

« Je ne croyais pas, certes, que tes édits eussent tant de pouvoir qu'ils permissent à un mortel de violer les lois divines : lois non écrites, celles-là, mais intangibles. Ce n'est pas d'aujourd'hui ni d'hier, c'est depuis l'origine qu'elles sont en vigueur. »

C'est la première représentation d'un individu qui agit contre la loi non pas en fonction de son intérêt mais au nom d'une loi supérieure.

### Chez Aristote
Aristote aborde la question du droit naturel dans plusieurs traités, dont notamment la Grande Morale. Dans le premier chapitre du deuxième livre, il écrit que l'honnêteté consiste, pour l'homme, à suivre le droit même dans les cas où ce dernier n'est pas nécessairement applicable, et à ne jamais abandonner « ses droits qui sont conférés par la nature, et qui sont véritablement des droits ».  

## Droit naturel et contrat social

### Droit naturel chez Hobbes
Dans son Leviathan de 1651, Thomas Hobbes, très influencé par Grotius, considère que les êtres humains n'obéissent qu'à ce qu'il appelle leur « droit naturel » : « le droit naturel est la liberté que chacun a d'user de sa propre puissance, comme il le veut lui-même pour la préservation de sa propre nature, autrement dit de sa propre vie ». Ce droit est naturel car il relève de la nature humaine et est à ce titre un comportement universel.
Il distinguait entre le « droit naturel », qui décrit simplement comment les individus agiraient à l'état de nature (si celui-ci existait réellement), et les lois naturelles, sur lesquelles les individus se mettent d'accord, à l'aide de la raison, afin de vivre en société. L'état social implique donc, selon Hobbes, d'une part la restriction du droit naturel de chacun, qui s'étend sur toutes choses, et d'autre part l'établissement des lois naturelles par les lois civiles, ou droit positif, sans lesquelles on ne peut parler véritablement de « loi ». Il n'y a en effet pas de loi, selon Hobbes, sans souveraineté et sans organisation de la contrainte pénale, qui seule garantit celle-ci.
Afin d'éviter une guerre de tous contre tous, une « loi naturelle » est de refréner la violence. Cette loi (qui encadre le droit naturel) est naturelle car rationnellement utile et compréhensible par tous, en ce qu'elle protège tous les individus contre la violence sans frein. Elle mène au contrat social par lequel les individus délèguent à l'État (le Léviathan) la gestion de leur sécurité. Si Hobbes préfère une monarchie absolutiste (plus stable de son point de vue), il n'en défend pas moins l'existence d'un État de droit que doit respecter ladite monarchie : interdiction de la torture (« tout mal qu'on fait subir à un homme, en l'attachant ou en restreignant sa liberté, avant que sa cause ne soit entendue, au-delà de ce qui est nécessaire pour assurer sa détention préventive, est contraire à la loi de nature »), non-rétroactivité des lois, protection des innocents car leur punition viole la loi naturelle (qui refrène la violence illégitime).
De façon générale, toute peine qui ne vise pas à favoriser l'obéissance des sujets n'est pas une peine, mais un acte d'hostilité (la vengeance, par exemple, ne peut pas être une sanction pénale légitime). Et tout acte d'hostilité conduit à légitimer la résistance des sujets, qui deviennent de facto ennemis de l'État.

### Droit naturel chez Locke
Enfin, John Locke, dans son traité du gouvernement civil (1690), énonce trois droits fondamentaux :
- droit à la vie et à fonder une famille ;
- droit à la liberté ;
- droit à la jouissance de ses biens et surtout à l'échange.

À l'état de nature, les hommes sont par principe libres et égaux puisque nul ne les limite sinon la loi naturelle qui oblige à respecter les droits d'autrui. « L'état de nature a la loi de la nature, qui doit le régler, et à laquelle chacun est obligé de se soumettre et d'obéir : la raison, qui est cette loi, enseigne à tous les hommes, s'ils veulent bien la consulter, qu'étant tous égaux et indépendants, nul ne doit nuire à un autre, par rapport à sa vie, à sa santé, à sa liberté, à son bien ».
Pour s'assurer que la loi naturelle est mise en œuvre (la protection de tous et le respect des droits naturels), il faut un contrat social entre les individus, contrat qui crée une communauté seule détentrice de tous les pouvoirs, et qui transforme les droits naturels en droit positif (c'est-à-dire en lois concrètement applicables). Locke distingue un pouvoir suprême (le législatif, qui crée la loi et appartient à la société) et un pouvoir exécutif (qui gère l'administration et recourt à la force si besoin).
Le XVIIIe siècle va voir les philosophes des Lumières s'emparer largement de ces idées, qui se retrouveront par la suite intégrées aux textes fondateurs des révolutions française et américaine.

### Droit naturel chez Rousseau
Jean-Jacques Rousseau appuie sa réflexion politique sur l'état de nature, dont il a conscience qu'il n'a peut-être pas existé. En effet, la théorie de l'état de nature est avant tout un scénario hypothétique et heuristique, visant à expliquer et à légitimer le passage à l'état civil. Dès lors, l'état de nature entendu par Rousseau n'est pas le même que celui entendu par ses prédécesseurs, qu'il cite dans Du contrat social.
En effet, Hobbes compare l'état de nature à un état de guerre civile, où les individus, égoïstes, mus par l'orgueil, la rivalité, la jalousie, s'entre-déchirent ; Rousseau s'oppose à Hobbes au début de son magnum opus et affirme qu'il y voit au contraire un état de solitude et d'indépendance, un état d'autosuffisance, où les hommes n'entretiennent entre eux aucun commerce. Il reproche à Hobbes d'attribuer à l'individu de l'état de nature des passions et des dispositions qui ne pourraient exister sans une socialisation préalable; ainsi l'orgueil, moteur de la conflictualité entre les individus, implique-t-il des notions comme la comparaison, la compétition, qui ne peuvent émerger que dans un cadre collectif et déjà socialisé. Dans le Discours sur l'origine et les fondements de l'inégalité parmi les hommes, il l'accuse ainsi de dépeindre « des âmes cent fois repétries et fermentées dans le levain de la société ».

## Le droit naturel et les droits de l'Homme
La théorie du droit naturel aurait conduit au XVIIIe siècle à la formulation des droits de l'homme, en France puis aux États-Unis, dans diverses déclarations des droits de l'homme.

### Cas général
Le préambule de la Déclaration d'indépendance des États-Unis suppose que "il devient nécessaire pour un peuple ... de prendre, parmi les puissances de la Terre, la place séparée et égale à laquelle les lois de la nature et du Dieu de la nature lui donnent droit." 
La Déclaration des droits de l'homme et du citoyen de 1789, qui fait partie du préambule de la Constitution de 1958 actuellement en vigueur en France, expose solennellement « les droits naturels, inaliénables et sacrés de l'homme, afin que cette déclaration, constamment présente à tous les membres du corps social, leur rappelle sans cesse leurs droits et leurs devoirs ; afin que les actes du pouvoir législatif et ceux du pouvoir exécutif, pouvant être à tout instant comparés avec le but de toute institution politique, en soient plus respectés ; afin que les réclamations des citoyens, fondées désormais sur les principes simples et incontestables, tournent toujours au maintien de la Constitution et au bonheur de tous ».
- Selon l'article 1 de la Déclaration des droits de l'Homme et du citoyen de 1789, « les hommes naissent et demeurent libres et égaux en droits. Les distinctions sociales ne peuvent être fondées que sur l'utilité commune ».
- Selon l'article 2 de cette déclaration, « le but de toute association politique est la conservation des droits naturels et imprescriptibles de l'homme. Ces droits sont la liberté, la propriété, la sûreté, et la résistance à l’oppression ».
- Selon l'article 4 de cette déclaration, « La liberté consiste à pouvoir faire tout ce qui ne nuit pas à autrui : ainsi, l'exercice des droits naturels de chaque homme n'a de bornes que celles qui assurent aux autres Membres de la Société la jouissance de ces mêmes droits. Ces bornes ne peuvent être déterminées que par la Loi ».

Depuis, le périmètre des droits de l'homme s'est considérablement élargi, notamment dans la Déclaration universelle des droits de l'homme, dans laquelle la phrase "droit naturel" n'apparait pas. Cela pose indirectement le problème de la source et des limites des droits humains. Voir aussi les constitutions nationales du XXe siècle.

### Cas des enfants
Il existe une Convention Internationale des Droits de l'Enfant (CIDE). Elle définit cinq droits fondamentaux : le droit à l'identité (avoir un nom, une nationalité et dans la mesure du possible, connaître ses parents), le droit à la santé (avoir un niveau de vie suffisant, jouir du meilleur état de santé possible), le droit à l'éducation (enseignement primaire obligatoire et gratuit, enseignement secondaire encouragé pour le plus grand nombre et enseignement supérieur accessible en fonction des capacités de chacun), le droit à la protection (grandir dans un cadre qui assure leur protection), le droit à la participation (garantir la liberté d'expression). Les États qui ratifient la CIDE doivent remettre deux ans après la ratification puis tous les cinq ans un rapport au Comité des droits de l'enfant afin d'évaluer les progrès. Le Comité émet alors des recommandations.
En France, le Défenseur des enfants, institution indépendante de tout ministère, a été créé en 2000.

## Critiques
Le droit naturel est affecté de deux limites fondamentales qui sont à la base de toutes les critiques. D'abord, son contenu ne pourrait faire l'objet d'une définition stable et universelle que sous réserve d'un consensus général sur la nature humaine. Ensuite, son application réelle supposerait qu'il soit transposé dans les divers systèmes juridiques et effectivement sanctionné par des autorités disposant du pouvoir de coercition, c'est-à-dire traduit en droit positif.

### Droit de propriété vs destination universelle des biens
Une critique formulée aujourd'hui concerne, parmi les droits naturels identifiés par la déclaration des droits de l'homme et du citoyen de 1789, le droit de propriété, considéré comme l'un des quatre « droits naturels et imprescriptibles » (article 2). Selon la déclaration, « la propriété étant un droit inviolable et sacré, nul ne peut en être privé, si ce n'est lorsque la nécessité publique, légalement constatée, l’exige évidemment… » (article 17).
Dans la conception du droit de propriété de John Locke, exposée au chapitre 5 du deuxième traité du gouvernement civil (1690), l'homme acquiert la propriété d'un bien par son travail. Or, cette manière de fonder le droit de propriété ne comporte aucune référence à une forme d’accomplissement de la personne ni à une finalité commune aux hommes. Il s'agit d'un des traits du libéralisme qui s'appuie sur une conception individualiste de l'homme pour garantir sa liberté contre les empiétements de la communauté, et qui rejette toute idée d'une fin commune aux hommes. L'Église considère que l'homme est par constitution relationnel, ce qui permet de penser un « bien commun » là où l'individualisme ne fonde que des biens individuels antagonistes. La nécessité d'un bien commun entraîne qu'il existe une destination universelle des biens ; c'est un principe de la doctrine sociale de l'Église catholique. Par conséquent, fonder la propriété uniquement sur le travail est incompatible avec la doctrine de l'Église.

### Universalisme et relativisme
Il y a une critique ontologique, qui refuse d'admettre l'existence et l'universalité du droit naturel : c'est, par exemple, le thème général de la critique du contre-révolutionnaire Joseph de Maistre. Maistre affirme ainsi que le seul droit naturel est celui qui vient de l'histoire singulière de chaque peuple. La critique matérialiste de Karl Marx (dans Sur la Question juive), refuse le caractère abstrait de ce droit. Marx, quant à lui, insiste sur le caractère spécifique de chaque contexte social et historique, et n'envisage l'homme qu'en tant qu'il fait partie d'une société déterminée. Le concept de nature humaine, qui servirait à fonder les droits naturels subjectifs, est donc jugé problématique par ces auteurs (Marx parle bien d'un être générique, mais on ne peut extrapoler de ce qu'est l'individu dans une société capitaliste à ce qu'il est de façon universelle).

### Épistémologie
Il y a ensuite une critique épistémologique : à supposer même que les droits naturels existent, comment peut-on les connaître ? C'est une critique formulée par Pascal contre Hobbes : la raison ne peut servir à nous indiquer des lois naturelles universelles. Cette objection se rapproche du non-cognitivisme moral qui s'oppose au réalisme moral.
Elle est reprise par Jeremy Bentham, qui insiste sur l'équivocité de la notion de droits naturels dans la Déclaration des droits de l'homme et du citoyen de 1789. Il essaie alors de formuler un concept utilitariste des droits de l'homme.

### Positivisme juridique
Au XXe siècle, et en particulier sous l'influence de la Théorie pure du droit de Hans Kelsen, et dans la continuité de Hegel, le positivisme juridique insiste sur la définition de l'objet de la science du droit, et affirme qu'on ne peut, au sens strict, parler de droit que s'il s'agit d'un système juridique positif. Le seul droit véritable est donc le droit positif : le droit naturel, lui, appartient à la sphère morale. L'usage du mot droit serait donc discutable, le droit naturel désignant un ensemble de principes qui seraient censés devoir inspirer le droit mais qui ne seraient pas eux-mêmes nécessairement juridiques. Le positivisme juridique, étant moderne, ne s'oppose qu'au droit naturel moderne dans la question de savoir ce que doit être le droit.
Il apparaît que le droit anglo-saxon, fondé sur la common law, et la conception européenne du droit de tradition romano-germanique (droit écrit, puis évolution vers le droit positif), sont différents, de sorte que le rapport entre le droit naturel et le droit en général est sensiblement différent selon que l'on se place dans le monde anglo-saxon ou d'autres pays occidentaux.

### Libéral-conservatisme
Les libéraux-conservateurs défendent le droit naturel des anciens et n'ont de cesse de vilipender les errements des modernes. Ils ont tendance à s'opposer au droit naturel des libéraux, pour l'individualisme qui en découle, ainsi qu'au positivisme juridique. Selon les conservateurs libéraux, la société ne peut être qu'organique et fondée sur la tradition. Ils préfèrent le rationalisme classique et se montrent sceptiques vis-à-vis du progressisme et du relativisme.

## Postérité

### Droit naturel
Les conceptions élaborées aux XVIIe et XVIIIe siècles sur l'état de nature n'ont pas abouti à un véritable consensus. Il en a été de même pour le droit naturel.
En France même, il y eut une polémique entre Denis Diderot et Jean-Jacques Rousseau au sujet de l'article Droit naturel de l'Encyclopédie, à l'époque où Rousseau publiait le Discours sur l'origine et les fondements de l'inégalité parmi les hommes (1755). Cela amena Rousseau à supprimer le chapitre « La société générale du genre humain » de la première version du Contrat social, dite « Manuscrit de Genève », qui contenait une réfutation des thèses de Diderot portant sur la sociabilité naturelle. La version définitive du Contrat social, publiée en 1762, ne contient donc pas ces considérations en rapport avec le droit naturel. Le Manuscrit de Genève, quant à lui, ne fut publié qu'à la fin du XIXe siècle. Une étude approfondie de cette polémique entre Diderot et Rousseau a été menée par Jean-Pierre Marcos.

### Droits sociaux
Au XXe siècle, après la Seconde Guerre mondiale, on a beaucoup parlé de droits sociaux, ce qui a engendré la création de la Sécurité sociale, qui serait une forme de sûreté civile.
Le développement du constitutionnalisme depuis la fin de la Seconde Guerre mondiale a conduit à traduire les principes fondamentaux de droit naturel dans le droit constitutionnel et les constitutions. Ils figurent également dans les principes des institutions européennes ou internationales.
L'évolution de la société et la perception des enjeux contemporains posent de nouvelles questions sur le sujet, comme les questions écologiques. C'est ainsi que sont apparues des chartes de l'environnement : la Green charter (en) en Australie (et dans le monde anglo-saxon), et la charte de l'environnement, en France, qui est l'un des textes fondamentaux ajoutée par une révision constitutionnelle au bloc de constitutionnalité avec la Déclaration des droits de l'homme et du citoyen de 1789.
Les juristes considèrent que le principe de sécurité juridique correspond au droit naturel de la sûreté. Dans les institutions européennes, la sécurité juridique est un principe explicitement reconnu dans les textes. En France, il figure dans la constitution par l'intermédiaire de la Déclaration des droits de l'homme et du citoyen de 1789 qui inclut la sûreté, sans être décrit explicitement.

### En politique

#### Libertarianisme
Le milieu libertarien, le droit naturel est généralement considéré comme la base unique du droit selon George Woodcock.
La propriété est considérée comme l'extension de la personne, de par le travail, l'effort, l'énergie qui est investie. Locke disait dans son Traité du gouvernement civil (chap V) que la propriété de la terre, vient de son travail. Donc une terre non cultivée n'est à personne.
Pour les libertariens, le droit de défendre sa personne et par extension sa propriété est un droit de sûreté qui découle du Principe de non-agression.
Ainsi les trois droits fondamentaux du droit naturel issu de la logique rationnelle sont :
- le droit de propriété
- le droit de défendre sa propriété[50]
- le droit de faire des transactions avec autrui (sans qu'un tiers non sollicité vienne s'immiscer)

Ces trois droits, exposé par Murray Rothbard sont ceux qui ne souffrent d'aucun contradiction logique rationnelle, contrairement au droit positif qui voit des droits opposables pour lesquels un juge doit trancher en cas de litige,.
Pour les libertariens, ces droits peuvent être garantis pour chacun sans entraver la liberté d'autrui. Ce qui est conforme à l'axiome du Principe de non-agression.

## Auteurs jusnaturalistes
Liste non exhaustive.
- Anne Robert Jacques Turgot
- Aristote
- Ayn Rand
- Arthur Schopenhauer
- Christian Thomasius
- Christian Wolff
- Cicéron
- Edmund Burke
- Emer de Vattel
- Emmanuel Kant
- Emídio Brasileiro
- Étienne de La Boétie
- Étienne Gilson
- Francisco Elías de Tejada
- Francisco de Vitoria
- Francisco Suarez
- François Gény
- François Quesnay
- Frank van Dun
- Frédéric Bastiat
- Georg Wilhelm Friedrich Hegel
- Gottfried Achenwall
- Guillaume-François Le Trosne
- Hans-Hermann Hoppe
- Hans Welzel
- Hugo Grotius
- Javier Hervada
- Jean Barbeyrac
- Jean Bodin
- Jean-Jacques Burlamaqui
- Jean Madiran
- John Finnis
- John Locke
- Lemercier de La Rivière
- Leo Strauss
- Léon Brunschvicg
- Lysander Spooner
- Honoré-Gabriel Riqueti de Mirabeau
- Murray Rothbard
- Patrick Simon
- Pierre-Joseph-André Roubaud
- Pierre Lemieux
- Richard Cumberland
- Robert Nozick
- Ronald Dworkin
- Samuel von Pufendorf
- Théophile Hufeland
- Thomas d'Aquin
- Thomas Hobbes
- Thomas Jefferson
- Victor Cousin
- William Blackstone
- William Lloyd Garrison
- Giorgio Del Vecchio
- Simone Weil
- Johannes Althusius
- Algernon Sydney

Chez de nombreux auteurs que l'on ne classe habituellement pas parmi les jusnaturalistes, les idées et les concepts liés au droit naturel se trouvent en creux. Par exemple, selon Michel Villey on trouve des esquisses du droit naturel chez Platon, même s'il n'est pas formulé comme tel; l'universitaire Dario Ippolito voit en Montesquieu un jusnaturaliste ; et certains libéraux interprètent l'idée du droit naturel chez Benjamin Constant ou Friedrich Hayek.

#### Articles
- Georges Aillet, « De la signification méthodologique de l’idée de droit naturel », Archives de Philosophie du Droit et de Sociologie juridique, vol. Troisième année, nos 3-4,‎ 1933, p. 29-54 (lire en ligne)
- René Hubert, « Contribution à l’étude sociologique des origines de la notion de droit naturel : I. Les philosophies présocratiques », Archives de Philosophie du Droit et de Sociologie juridique, vol. Troisième année, nos 3-4,‎ 1933, p. 91-159 (lire en ligne)
- Yannick Bosc (recenseur), « Florence Gauthier, Triomphe et mort du droit naturel en révolution 1789-1795-1902 », Annales historiques de la Révolution française, no 301,‎ janvier-mars 1995, p. 498-500
- Yves Byzeul, « Le droit naturel dans la tradition protestante », Revue d'histoire et de philosophie religieuses, t. 79, no 4,‎ octobre-décembre 1999, p. 445-461
- Bernard Gainot, « Aux armes, citoyens ! Questions autour du droit naturel et du monopole de la violence dans la période de transition 1770-1795 », La Révolution française, no 9, 2015

#### Ouvrages
- Bernard Gagnebin (1944), Burlamaqui et le droit naturel, Genève, éd. de la Frégate
- Leo Strauss (1953), Droit naturel et histoire, Flammarion
- Guy Augé (1967), La Querelle du droit naturel
- Blandine Kriegel (1989), Droit naturel et droits de l'homme, PUF
- Dufour, Alfred (1991), Droit de L'Homme. Droit Naturel et Histoire, PUF, coll. « Léviathan »  (ISBN 9-782130438694)
- Florence Gauthier (1992), Triomphe et mort du droit naturel en révolution, 1789-1795-1802, PUF
- Sériaux, Alain (1999), Le Droit naturel, coll. « Poche »  (ISBN 2-13045-842-4)
- Michel Villey, (2003), La formation de la pensée juridique moderne, Paris, Puf
- Patrick Simon (2006), Le Droit naturel, ses amis et ses ennemis, François-Xavier de Guibert  (ISBN 978-2755400588)
- Elisabeth Dufourcq (2012). L'Invention de la loi naturelle, Bayard
- Kiesow, Rainer Maria (2014), L'Unité du droit, Paris, Éditions de l'EHESS, coll. « Cas de figure »  (ISBN 978-2-7132-2425-6)
- (en) Wim Decock, Theologians and Contract Law : The Moral Transformation of the Ius commune (ca. 1500-1650), Leiden-Boston, Martinus Nijhoff Publishers, 2013, 723 p. (lire en ligne )
- (en) Eric Allen Engle (auteur) et Aron Ping D'Souza (rédacteur), Lex Naturalis, Ius Naturalis : Law as Positive Reasoning & Natural Rationality, Elias Clark Group, coll. « The Elias Clark Law Series », 2010, 419 p. (ISBN 978-0-9807318-4-2, présentation en ligne)
- Philippe Pichot-Bravard (préf. Raymond Burke), Le Droit naturel, Paris, Via Romana, 182 p., 2023.